# معركة سلاميس (306 ق.م)
معركة سلاميس البحرية هي معركة حدثت في سلاميس بقبرص سنة 306 ق.م. بين أسطولي بطليموس الأول وأنتيغونوس الأول مونوفثالموس ضمن حروب ملوك طوائف الإسكندر للسيطرة على الإمبراطورية المقدونية.
استولى بطليموس على قبرص، واستخدمها كقاعدة للإغارة على الأراضي الأنتيغوية في الأناضول وشرق المتوسط. وفي سنة 306 ق.م.، أرسل أنتيغونوس ابنه ديميتريوس لغزو الجزيرة، فدافع عنها مينيلاوس شقيق بطليموس. فبعد أن نزلت قوات ديميتريوس شمال شرق الجزيرة، سار ديميتريوس بقواته نحو سلاميس، وهزم مينيلاوس في معركة، ثم ضرب حصارًا على المدينة. استطاع مينيلاوس الصمود أمام الحصار حتى وصلته تعزيزات بقيادة بطليموس. حاول بطليموس أن يتدخل بقواته لفك الحصار، إلا أن ديميتريوس غامر بترك قوة صغيرة لحصار مينيلاوس، وقاتل بطليموس بمعظم قواته، وحقق نصرًا ساحقًا دمّر من خلاله عددًا كبيرًا من سفن بطليموس الحربية، وأسر عددًا آخر. وبعد المعركة، استسلم مينيلاوس ورجاله، وخضعت باقي قبرص لديميتريوس. نتيجة لهذا الانتصار، تجرّأ أنتيغونوس بإعلان نفسه ملكًا على أراضيه، بعد أن خلت الإمبراطورية المقدونية من الملوك منذ مقتل الإسكندر الرابع المقدوني.